# Мукундамала
«Мукундама́ла» — санскритська поема авторства вайшнавського святого-поета, одного з альварів Куласекхари. Він жив у IX столітті й був одним з останніх царів південноіндійської династії Чера, що правила у Кералі. Поема написана в дусі бгакті. Автор молить Мукунду (Крішну) про те, щоб той дарував йому звільнення з круговерті самсари. Поема змальовує страждання дживи у матеріальному світі та проголошує Крішну єдиним джерелом спасіння.